# Balsamia
Balsamia es un género de hongos ascomicetos de la familia Helvellaceae. Este género posee una distribución amplia y contienen seis especies.